# Málaga Open
Il Málaga Open è un torneo professionistico di tennis giocato su campi in terra rossa, facente parte dell'ATP Challenger Tour. Si gioca dal 2022 all'Inacua Centro Raqueta di Malaga in Spagna. È il primo torneo associato all'ATP mai disputato nella città andalusa.

## Albo d'oro

### Singolare
| Anno | Campione           | Finalista       | Punteggio     |
| ---- | ------------------ | --------------- | ------------- |
| 2024 | Non disputato      | Non disputato   | Non disputato |
| 2023 | Ugo Blanchet       | Mattia Bellucci | 6–4, 6–4      |
| 2022 | Constant Lestienne | Emilio Gómez    | 6–3, 5–7, 6–2 |

### Doppio
| Anno | Campioni                       | Finalisti                        | Punteggio           |
| ---- | ------------------------------ | -------------------------------- | ------------------- |
| 2024 | Non disputato                  | Non disputato                    | Non disputato       |
| 2023 | Julian Cash Robert Galloway    | Andrew Harris John-Patrick Smith | 7–5, 6–2            |
| 2022 | Altuğ Çelikbilek Dmitrij Popko | Daniel Cukierman Emilio Gómez    | 6(4)–7, 6–4, [10–6] |